# ماركوس روبرتس
ماركوس روبرتس (بالإنجليزية: Marcus Roberts) هو عازف جاز وعازف بيانو أمريكي، ولد في 7 أغسطس 1963 في جاكسونفيل في الولايات المتحدة.

## وصلات خارجية
- الموقع الرسمي
- ماركوس روبرتس على موقع IMDb (الإنجليزية)
- ماركوس روبرتس على موقع ميوزك برينز (الإنجليزية)
- ماركوس روبرتس على موقع أول ميوزيك (الإنجليزية)
- ماركوس روبرتس على موقع ديسكوغز (الإنجليزية)